# Robert Allan Phillips
Robert Allan Phillips MD (16 juillet 1906 à Clear Lake, Iowa  - 20 septembre 1976)  est un chercheur scientifique dont les recherches contribuent à une transformation du traitement du choléra .

## Éducation
Il obtient son diplôme de premier cycle à l'Iowa State University . Il étudie la médecine à l'Université de Washington à St. Louis, obtenant son diplôme en 1929 . Il reçoit une bourse du National Research Council à la Harvard Medical School et suit également une formation en chirurgie à la Yale School of Medicine .

## Carrière
Pendant la Seconde Guerre mondiale, il développe des méthodes de champ de bataille pour évaluer les niveaux d'hémoglobine en utilisant la gravité spécifique, sauvant ainsi de nombreuses vies. Cette méthode est utilisée dans les cliniques de don de sang pour déterminer si une personne est en assez bonne santé pour donner du sang. Il travaille beaucoup sur le typhus pendant la guerre, notamment avec la Commission du typhus des États-Unis d'Amérique au Caire, en Égypte, et crée un laboratoire du typhus au camp de concentration de Dachau après sa libération .
Poursuivant dans la marine, ses recherches se tournent vers le choléra où il dirige les efforts de la Naval Medical Research Unit Two pour développer un remède contre la maladie. Il évalue l'évolution de la maladie et met au point le protocole de réhydratation utilisé aujourd'hui qui a sauvé des millions de vies. Ses recherches conduisent la Fondation Lasker à lui décerner un prix en 1967 . À sa retraite, il collabore avec l'Université de Washington et le gouvernement chinois pour faire des recherches sur l'insuffisance rénale en utilisant à nouveau l'hydratation comme solution dans les régions reculées de Chine où la dialyse n'était pas disponible.
Il est décédé le 20 septembre 1976 à la base aérienne de Clark aux Philippines .